# Edward M. Abroms
Edward Meyer Abroms (* 6. Mai 1935 in Los Angeles, Kalifornien; † 13. Februar 2018 in Thousand Oaks, Kalifornien) war ein US-amerikanischer Filmeditor und Fernsehregisseur.

## Leben
Abroms begann seine Laufbahn als Filmeditor zunächst für das Fernsehen Ende der 1960er Jahre und war für den Schnitt diverser Serien und TV-Filme verantwortlich. In den 1970er und 1980er Jahren kamen auch einige Kinofilme hinzu, doch sein Fokus lag stets auf dem Fernsehen. 1970 und 1972 wurde er jeweils mit einem Emmy ausgezeichnet. Seine letzte Arbeit als Editor war der Actionfilm TNT aus dem Jahr 1997. Sein Werk umfasst rund 40 Produktionen.
In den 1970er Jahren wandte er sich auch der Regie zu und inszenierte Folgen verschiedener Fernsehserien, darunter mehrere Folgen von Einsatz in Manhattan. Zuletzt verantwortete er als Regisseur eine Folge von Mord ist ihr Hobby aus dem Jahr 1985. Sei diesbezügliches Schaffen umfasst rund 30 Produktionen.
Für den Film Das fliegende Auge wurden er und sein Kollege Frank Morriss 1984 für den Oscar in der Kategorie Bester Schnitt nominiert.
2006 wurde er mit dem ACE Career Achievement Award geehrt.

## Filmografie (Auswahl)

### Als Filmeditor
- 1970: Affäre in Berlin (Berlin Affair)
- 1971: Columbo: Lösegeld für einen Toten (Ransom for a Dead Man)
- 1971: Columbo: Mord mit der linken Hand (Death Lends a Hand)
- 1971: Columbo: Schritte aus dem Schatten (Lady in Waiting)
- 1972: Der Agent, der seinen Leichnam sah (The Groundstar Conspiracy)
- 1974: Sugarland Express (The Sugarland Express)
- 1983: Das fliegende Auge (Blue Thunder)
- 1983: Das Osterman Weekend (The Osterman Weekend)
- 1987: Cherry 2000
- 1988: Hitman – In der Gewalt der Entführer (Cohen and Tate)
- 1990: Columbo: Ruhe sanft, Mrs. Columbo (Rest in Peace, Mrs. Columbo)
- 1991: Payoff
- 1993: Mörderische Hitze (Taking the Heat)
- 1994: Street Fighter – Die entscheidende Schlacht (Street Fighter: The Movie)
- 1997: T.N.T. – Für immer in der Hölle (TNT)

### Als Regisseur
- 1971: Columbo: Zigarren für den Chef (Short Fuse)
- 1973: Columbo: Schach dem Mörder (The Most Dangerous Match)